# NGC 5541
NGC 5541 é uma galáxia espiral na direção da constelação de Boötes. O objeto foi descoberto pelo astrônomo William Herschel em 1788, usando um telescópio refletor com abertura de 18,7 polegadas. Devido a sua moderada magnitude aparente (+12,7), é visível apenas com telescópios amadores ou com equipamentos superiores. 